# Zoltán Greguss
Zoltán Greguss (pe numele său real Greguss Antal Zoltán; n. 10 mai 1904, Budapesta, Austro-Ungaria – d. 20 decembrie 1986, Budapesta, Republica Populară Ungară) a fost un actor maghiar de teatru și film.

## Biografie
Și-a început cariera de actor în 1921, la vârsta de 17 ani, în trupa de teatru a cumnatului său, Lajos Palágyi, din Szeged. În 1928 a fost angajat la Teatrul Național din Budapesta. În anul următor a suferit un accident grav în timpul repetițiilor, care a necesitat o perioadă de recuperare de 4 ani. Apoi a început să joace din nou prin țară în mare parte roluri de chefliu. În 1936 Dániel Jób l-a angajat la Teatrul de Comedie (Vígszínház). În 1940 a început să joace la Teatrul Madách condus de Andor Pünkösti, iar cel mai memorabil rol al său a fost Nero în piesa omonimă a lui Ferenc Felkai. Piesa și spectacolul erau un protest împotriva fascismului. După 1945 a jucat la mai multe teatre din Budapesta (Teatrul Artiștilor, Teatrul Belváros). În 1947 a jucat de peste 400 de ori rolul lui Lennie în piesa Șoareci și oameni de John Steinbeck, reprezentată pe scena Teatrului Madách. La începutul anului 1948 a devenit director al Teatrului Modern. În 1949 a fost angajat la Teatrul Madách, unde a jucat până când s-a pensionat, în 1972. Ulterior a fost invitat la Teatrul din Pesta pentru a juca în mai multe reprezentații ale piesei Macskajáték de István Örkény. A colaborat la spectacolele de la radio din studioul de pe strada Rákóczi și a apărut în multe filme și emisiuni de televiziune.

## Familie
Tatăl său era Alajos Greguss, iar mama sa era Amália Fábián. A avut șase surori, inclusiv actrița Margit Greguss (1890-1942), soția lui Lajos Palágyi. El s-a născut pe 5 mai 1904 ca al șaptelea copil al familiei, primind numele Zoltán Antal Greguss, dar jucând pe scenă cu numele de Zoltán Greguss. S-a căsătorit pe 22 iunie 1929 cu Máriá Hidegh, dar în anul următor au divorțat. Cea de-a doua căsătorie a avut loc pe 11 august 1935 cu cântăreața de operă Edit Szegffy (Edit/h Szegfi) (1908–1997), care i-a supraviețuit.

## Premiul Greguss
În memoria lui Zoltán Greguss, văduva sa, Edit Szegffy, a înființat în 1989 Premiul Greguss, care este acordat în fiecare an cu prilejul aniversării zilei de naștere a lui Zoltán Greguss „tânărului actor care a avut în stagiunea precedentă o interpretare remarcabilă cu o rostire clară și frumoasă a textului în limba maghiară ”.

## Roluri în piese de teatru
- Rufio (George Bernard Shaw: Cezar și Cleopatra) (1955)
- Ferenc reichstadti herceg (Rostand: A sasfiók)
- Belcredi báró (Pirandello: IV. Henrik)
- Nero (Ferenc Felkai: Nero)
- Kazinczy Ferenc (Miklós Bánffy: Martinovics)
- Horváth Mihály (József Darvas: Szakadék)
- Lennie (Steinbeck: Șoareci și oameni)
- Szatyin (Gorki: Éjjeli menedékhely)
- Puntila (Brecht: Puntila úr és szolgája, Matti)
- Claudius (Shakespeare: Hamlet)
- Csermlényi Viktor (István Örkény: Macskajáték)

## Filmografie

### Filme de cinema
- 300 000 pengő az utcán (1937)
- Az én lányom nem olyan (1937)
- Uz Bence (1938)
- Gyimesi vadvirág (1938)
- Fekete gyémántok (1938)
- Pénz beszél (1940)
- Sárga rózsa (1940)
- Mária két éjszakája (1940)
- Elnémult harangok (1940)
- Erdélyi kastély (1940)
- Miért? (1941)
- A kegyelmes úr rokona (1941)
- Szíriusz (1942)
- Jelmezbál (1942)
- Halálos csók (1942)
- A hegyek lánya (1942)
- Az éjszaka lánya (1942)
- Éjféli gyors (1942)
- Ópiumkeringő (1943)
- Sárga Kaszinó (1943)
- Gazdátlan asszony (1944)
- Gábor diák (1955)
- Hannibál tanár úr (1956)

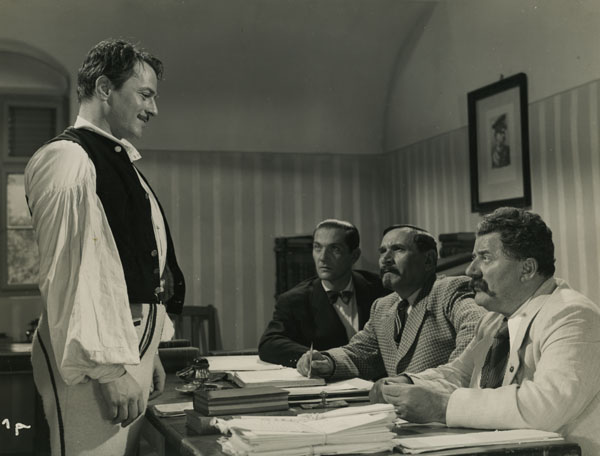
Zoltán Greguss (stânga așezat) în filmul Uz Bence (1938)

- 1958 Édes Anna, regia Zoltán Fábri
- 1960 Légy jó mindhalálig
- Megöltek egy lányt (1961)
- 1962 Omul de aur (1962)
- 1963 Drama Ciocârliei (Pacsirta)
- Mit csinált felséged 3-tól 5-ig? (1964)
- A pénzcsináló (1964)
- 1965 Fiii omului cu inima de piatră
- Aranysárkány (1966)
- Egy szerelem három éjszakája (1967)
- Gyula vitéz télen-nyáron (1970)
- Utazás a koponyám körül (1970)
- Nápolyt látni és… (1972)
- 1980 Kojak la Budapesta

### Filme de televiziune
- Ivan Iljics halála (1965)
- Kristóf, a magánzó (1965)
- Sellő a pecsétgyűrűn 1-2. (1966)
- Az Aranykesztyű lovagjai (1968)
- A kormányzó (1969)
- Házassági évforduló (1970)
- Antonius és Gugyerák (1970)

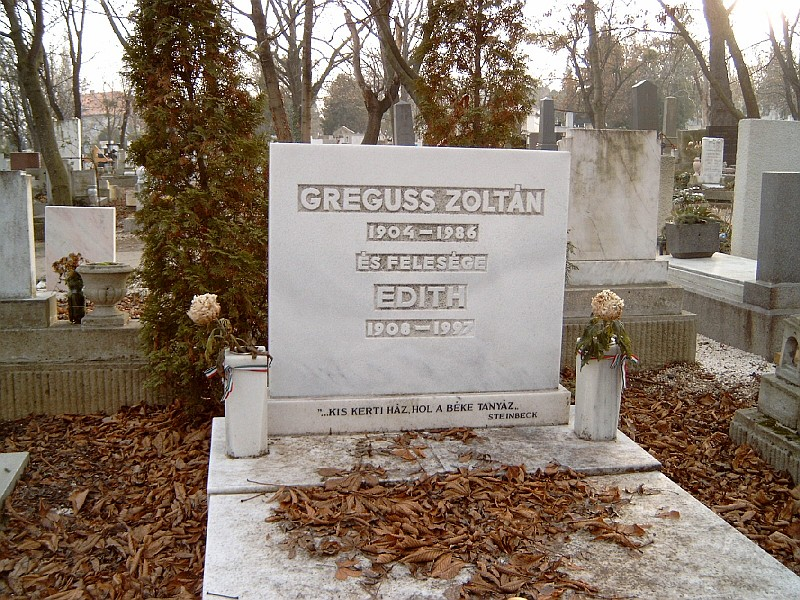
Mormântul lui Zoltán Greguss din Cimitirul Farkasréti din Budapesta: 1-2-212/213.)

- Egy óra múlva itt vagyok… 1-14. (1971)
- A palacsintás király 1-2. (1973)
- A Lúdláb királynő (1973)
- Vivát, Benyovszky! 1-13. (1975)
- Kémeri (1984)
- Bevégezetlen ragozás (1985)

## Piese de teatru radiofonic
- A Piros Oroszlán (1962) .... Călăul
- Alice csodaországban
- Macskajáték (1972) rádiós közvetítés

## Premii și distincții
- Artist emerit (1956)
- Maestru al artei (1972)